# فریتس شیلگن
فریتس شیلگن (آلمانی: Fritz Schilgen; ۸ سپتامبر ۱۹۰۶ – ۱۲ سپتامبر ۲۰۰۵) دونده اهل آلمان بود.
وی حمل کننده نهایی مشعل بازی‌های المپیک تابستانی ۱۹۳۶ بود.